# Grover Beach
Grover Beach ist eine Stadt (City) im San Luis Obispo County im US-Bundesstaat Kalifornien mit 12.701 Einwohnern (Stand: 2020) und die siebtgrößte im County.
Das Stadtgebiet hat eine Größe von 6,0 km².
Der Ort wurde 1887 von D. W. Grover gegründet.

## Verkehr

### Schienenverkehr
Der Bahnhof Grover Beach im Westen der Stadt wird pro Richtung zweimal täglich vom Pacific Surfliner mit Los Angeles bzw. San Luis Obispo verbunden.

### Autoverkehr
Parallel zu den Gleisen verläuft die California State Route 1, die in der nördlichen Nachbarstadt Pismo Beach in den U.S. Highway 101 aufgeht. Die Route 101 bildet zudem ein kurzes Stück nördlichen Stadtrand von Grover Beach.

## Sonstiges
Der Actionthriller Midnight Ride aus dem Jahr 1990 wurde zum Teil hier gedreht.